# Harry Hillman
Harry Livingston Hillman (ur. 8 września 1881 w Brooklynie w Nowym Jorku, zm. 9 sierpnia 1945 w Hanover w New Hampshire) – amerykański lekkoatleta, sprinter i płotkarz.

## Przebieg kariery
Trzykrotny mistrz olimpijski z Saint Louis (1904) w biegach na 400 m, 200 m pł i 400 m pł. Na wszystkich tych dystansach ustanowił rekordy olimpijskie. Wynik 53,0 s. na 400 m przez płotki byłby rekordem świata, ale Hillman przewrócił płotek, co zgodnie z ówczesnymi przepisami uniemożliwiało uznanie rekordu. Poza tym płotki były niższe od przepisowej wysokości.
Wystąpił na igrzyskach międzyolimpijskich w 1906 w Atenach, gdzie zajął 4. miejsce w biegu na 400 m i odpadł w przedbiegu na 110 m przez płotki. Na Igrzyskach Olimpijskich w 1908 w Londynie Hillman zdobył srebrny medal w biegu na 400 m przez płotki.
Po zakończeniu kariery był aż do śmierci trenerem lekkoatletycznych w Dartmouth College w Hanover.

## Rekordy życiowe
źródło:
- 110 m ppł – 15,4 s. (1905)
- 400 m – 47,9 s. (1908)
- 400 m ppł – 55,3 s. (1908)